# Valea Iadei cu Syringa josichaea
Valea Iadei (Valea Iadului) este o arie protejată de interes național ce corespunde categoriei a IV-a IUCN (rezervație naturală, tip botanic) situată în partea estică a județului Bihor, în comuna Bulz, pe teritoriul satului Remeți. 

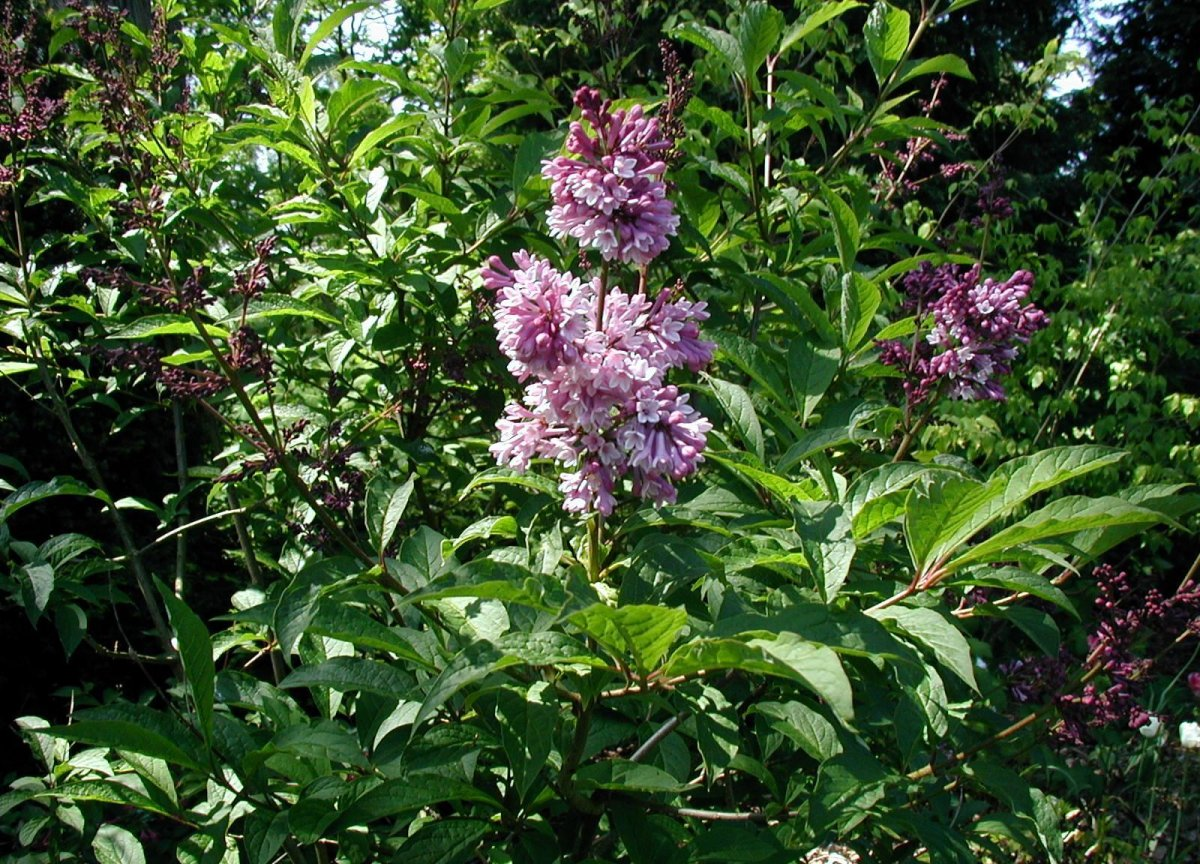
Liliacul carpatin (Syringa josikaea)

Rezervația naturală Valea Iadei, cu o suprafață de 2 ha, este cunoscută mai ales prin prezența pe teritoriul ariei a unei specii endemice de arbust denumit liliacul carpatin (Syringa josikaea).